# 堡里鄉澚
堡、里、鄉、澚、坊，是臺灣明鄭時期至日治初期的基層行政區劃單位。「堡」最初稱「保」，後來因為保甲制度出現，為了避免跟保甲制度的「保」混淆，而將原本的保改名「堡」。清朝時鄉為堡里之上的區劃單位，僅恆春縣、臺東直隸州有設置，到日治時期鄉降為與堡、里、澚同級；而堡、里、澚、坊則為縣、廳下的基層區劃單位，其下一級則為自然村等級的街、社、鄉（此鄉與上述的鄉不同，臺語發音也不同），堡、里、鄉、澚、坊面積從小至與今之鄉鎮市區差不多大小甚至更小，到大至今之縣一半大小的都有。而「坊」只存在於臺南城中，且日治初期即廢除，因此往往略過不提。堡、里、鄉、澚在日治初期仍然沿用，1901年廢縣改置二十廳之際，改用支廳、區作為廳與街、庄、社、鄉之間的行政區劃單位，但堡、里、鄉、澚仍普遍使用於地籍、戶籍、門牌號碼等場合，直到1920年廢廳、支廳改置州、郡之際始全面廢除。

## 名稱
根據韋煙灶教授的《臺灣地方區劃名稱之傳承與演變》，堡里鄉澚之名在中國閩粵地區已經使用許久，各縣廳因為歷史因素，其下的基層區劃稱謂極為紛亂，層級數目也不同，有些縣下包含自然村等級有五個層級，有些卻只有兩層級，這與該縣廳發展時間有關，越久的縣廳因為歷經不同朝代，往往分出新區劃時採用不同稱謂，並疊床架屋。台灣因為發展較晚，層級數則較穩定，算上自然村只有兩層級或三層級，而區劃稱謂使用也較統一，只有堡里鄉澚坊五種，閩粵地區則有十幾種不同的區劃稱謂。這些區劃稱謂在歷史上曾是不同意含；但到清朝時，因為不同縣廳的疊床架屋，已經大多沒有差別。
但台灣仍與閩粵地區相同的是，各縣廳慣用的下級稱謂不同；例如明鄭時期的新化里使用「里」，後來清初時該里劃給諸羅縣，諸羅縣慣用「保」而非「里」，除了明鄭留下的里外，新設地區全用「保」；而新化里後來切分時，變成為「新化里西保」、「新化里東保」這種里後面直接加後綴成為保的情況（並非新化里轄二保，而是此二保直接與其他里同階級）。而後其中的「新化里東保」又劃給臺灣縣，臺灣縣卻是慣用「里」，因此「新化里東保」劃歸臺灣縣後，切分時卻名為「新化西里」、「新化東里」等。而最後「新化里西堡」亦劃歸臺灣縣，但因為沒有切分，因此仍保留「新化里西堡」之名，形成了有「新化里西堡」又有「新化西里」這種都在西側卻命名規則不同的情況。而閩粵地區歷史上就是發生過無數次這種切分、不同縣廳管轄或是新設縣廳，才會形成十幾種不同區劃稱謂，以及多達五層級的區劃。
伊能嘉矩在《臺灣文化誌》提及：
舊慣上，里在曾文溪流域以南至恆春地方一帶，堡在曾文溪流域以北至宜蘭一帶，又鄉限在台東之地方，澚限在澎湖各島，使用上雖有別，但其性質上相通而同軌也。
因此堡、里、鄉、澚，在日治時期原則上是相同的，僅因地理位置的差異，使用不同的名稱。開發較早的曾文溪以南多使用「里」，曾文溪以北使用「堡」（保），東部地區使用「鄉」，澎湖地區則使用「澚」。其搭配的下一級行政區劃單位也不相同，在西部地區使用「街」（市街）、「庄」（農村）、「社」（原住民聚落），東部地區使用「社」、「庄」。而澎湖地區則「社」、「鄉」混用，及1897年全臺改劃六縣三廳時才統一使用鄉。

## 歷史
1661年（南明永曆十五年），鄭成功率軍驅逐荷蘭人，隨即在當年5月規劃行政區域，稱臺灣為東都明京，在今臺南一帶設承天府，以北設天興縣，以南設萬年縣，是臺灣史上的第一次行政區劃。
1664年（永曆十八年），鄭經重定行政區域，改東都為東寧，升天興、萬年二縣為天興州、萬年州，增設南路、北路及澎湖三安撫司；另將承天府直轄地劃分為安平鎮、東安坊、西定坊、寧南坊、鎮北坊四坊一鎮；天興、萬年二州下設文賢里、仁和里、永寧里、新昌里、仁德里、依仁里、崇德里、長治里、維新里、嘉祥里、仁壽里、武定里、廣儲里、保大里、新豐里、歸仁里、長興里、永康里、永豐里、新化里、永定里、善化里、感化里及開化里等二十四里，以及管理番人的麻豆社、新港社、目加溜灣社、蕭壠社四大社，為臺灣堡里制度之始。而四坊二十四里的建置到清領時期仍被沿用。
其後因開拓之地日廣、人口日增，四坊二十四里的建置不敷所需，於是將佔地較廣的里分拆，接著又在新擴墾的地區增設里、堡（保）、鄉（東部地區）、澚（澎湖地區）等行政區劃，其數目也日漸增加。而東部、恆春地區在堡之上又設了「鄉」作為的中介區劃。但日治時期卻將東部的堡廢除，將鄉降格成與堡里澚同級；而恆春地區的鄉，則直接被廢除，保留其下的里。
日治初期此套系統仍然沿用。1901年臺灣總督府廢縣改置二十廳之際，改用支廳、區作為廳與街、庄、社、鄉之間的正式行政區劃單位，但堡、里、鄉、澚仍然普遍使用於地籍、戶籍、門牌號碼等場合。
由於「坊」僅用於臺南城區一帶，而且1903年四坊合併為「臺南市」以作為地籍單位，並在1916年確立其位階為「堡里」。因此，一般僅稱「堡、里、鄉、澚」，而將「坊」略而不計。
1920年（日大正九年），全臺改制為五州二廳之際，始全面廢止堡、里、鄉、澚。但堡里至今仍有使用的遺跡，例：彰化八堡圳以流經8個堡得名；臺南市仁德、歸仁、關廟、龍崎一帶至今稱為新豐區，源自外新豐里與內新豐里。而臺北市於1990年成立的文山區取名自文山堡。新北市板橋、土城區的環河路，於2010年更名為擺接堡路。2019年，臺南市仁德區中洲里將轄內道路命名為依仁路，係取自古依仁里。